# Joseph Caché
Joseph Caché (* 26. August 1770 in Wien; † 26. Jänner 1841 ebenda) war ein österreichischer Opernsänger (Tenor), Schauspieler und Schriftsteller.

## Leben
Caché gehörte zunächst zum Ensemble des Freihaustheaters und ab Jänner 1802 zum Theater an der Wien. Er stand dort unter anderem am 10. November 1804 bei der Uraufführung von Salieris Oper Die Neger als John auf der Bühne; bei der Premiere der ersten Fassung von Beethovens Oper Fidelio am 20. November 1805 gestaltete er die Rolle des Pförtners Jaquino.
Ignaz Franz Castelli schreibt, Caché sei ein guter Schauspieler gewesen, „welcher sich aber mitunter auch in der Oper verwenden lassen mußte, weil Regisseur Meyer recht gut wußte, daß in der komischen Oper ein gutes Spiel oft besser wirke als eine gute Stimme. Seine Singpartieen mußten ihm gewöhnlich eingegeigt werden, bevor man ihn zu einer Probe ließ.“
Von 1814 bis zum 31. März 1831 war er Mitglied der Wiener Hoftheater. Daneben trat er auch als Bühnendichter hervor.
Seine Wohnung befand sich zuletzt auf der Wieden Nr. 12, wo er am 26. Jänner 1841 im Alter von 71 Jahren „an der Entkräftung“ starb.

## Werke
- Seelen-Adel. Ein Schauspiel in zwey Aufzügen, Wien: Anton Strauß 1805 (Digitalisat)
- Das Hauptquartier. Ein militärisches Schauspiel in vier Akten, Wien: Wallishausser 1807 (Digitalisat)